# Luca Braidot
Luca Braidot (* 29. Mai 1991 in Gorizia) ist ein italienischer Mountainbiker, der im Cross-Country aktiv ist.

## Sportlicher Werdegang
Auf internationaler Ebene ist Braidot seit dem Jahr 2010 aktiv. Erstmals machte er auf sich aufmerksam, als er im Jahr 2012 bei den Mountainbike-Weltmeisterschaften in der U23 die Bronzemedaille im Cross-Country XCO gewann und mit der italienischen Cross-Country-Staffel Welt- und Europameister wurde. Seitdem ist er regelmäßig Mitglied der italienischen Staffel und gewann mit dieser noch dreimal die Europameisterschaften, zuletzt 2021.
Im XCO gehört Braidot zur erweiterten Weltspitze. Bei den Mountainbike-Europameisterschaften 2018 gewann er die erste Einzelmedaille bei internationalen Meisterschaften. Bei den Weltmeisterschaften 2020 verpasste er als Vierter nur knapp die Medaillenränge.
Bei den Olympischen Sommerspielen 2016 belegte er im Cross-Country den 7., bei den Olympischen Sommerspielen 2020 in Tokio den 25. Platz. In der Saison 2022 erzielte er in Lenzerheide den ersten Weltcup-Erfolg seiner Karriere, dem er unmittelbar an der folgenden Weltcup-Station in Vallnord den zweiten Sieg folgen ließ. Bei den Weltmeisterschaften gewann er als Dritter über die olympische Distanz auch erstmals eine Einzelmedaille. In der Folgesaison wurde er bei den Europameisterschaften Dritter im XCO. 2024 erzielte er dasselbe Resultat bei der EM im XCC und holte im Weltcup zwei dritte Plätze in Crans-Montana. Weitere gute Resultate hatte er in jenem Jahr mit dem vierten Platz im olympischen Mountainbike-Rennen und sechsten Plätzen bei den Weltmeisterschaften (XCO und XCC).
Neben dem Mountainbikesport startet Braidot in der Wintersaison auch im Cyclocross, vorrangig bei Rennen in seiner Heimat. Sein bisher größter Erfolg im Cyclocross war der Gewinn der nationalen Meisterschaften in der Saison 2017/2018.

## Familie
Luca Braidot hat einen Zwillingsbruder Daniele Braidot, der ebenfalls professioneller Mountainbiker ist.

## Erfolge

### Mountainbike
| 2012 - Weltmeister – Staffel XCR - Europameister – Staffel XCR - Europameisterschaften (U23) – Cross-Country XCO 2014 - Italienischer Meister – Cross-Country XCO 2018 - Europameisterschaften – Cross-Country XCO - Europameister – Staffel XCR 2019 - Europameisterschaften – Staffel XCR 2020 - Weltmeisterschaften – Staffel XCR - Europameister – Staffel XCR - Italienischer Meister – Cross-Country XCO | 2021 - Europameister – Staffel XCR 2022 - Weltmeisterschaften – Cross-Country XCO - Weltmeisterschaften – Staffel XCR - zwei Weltcup-Erfolge – Cross-Country XCO 2023 - Europameisterschaften – Cross-Country XCO - Italienischer Meister – Cross-Country XCO und Short Track XCC 2024 - Europameisterschaften – Cross-Country XCC - Italienischer Meister – Cross-Country XCO - Weltmeisterschaften – Staffel XCR |

### Cyclocross
2017/2018
- Italienischer Meister